# Jean-Baptiste Louis Picon

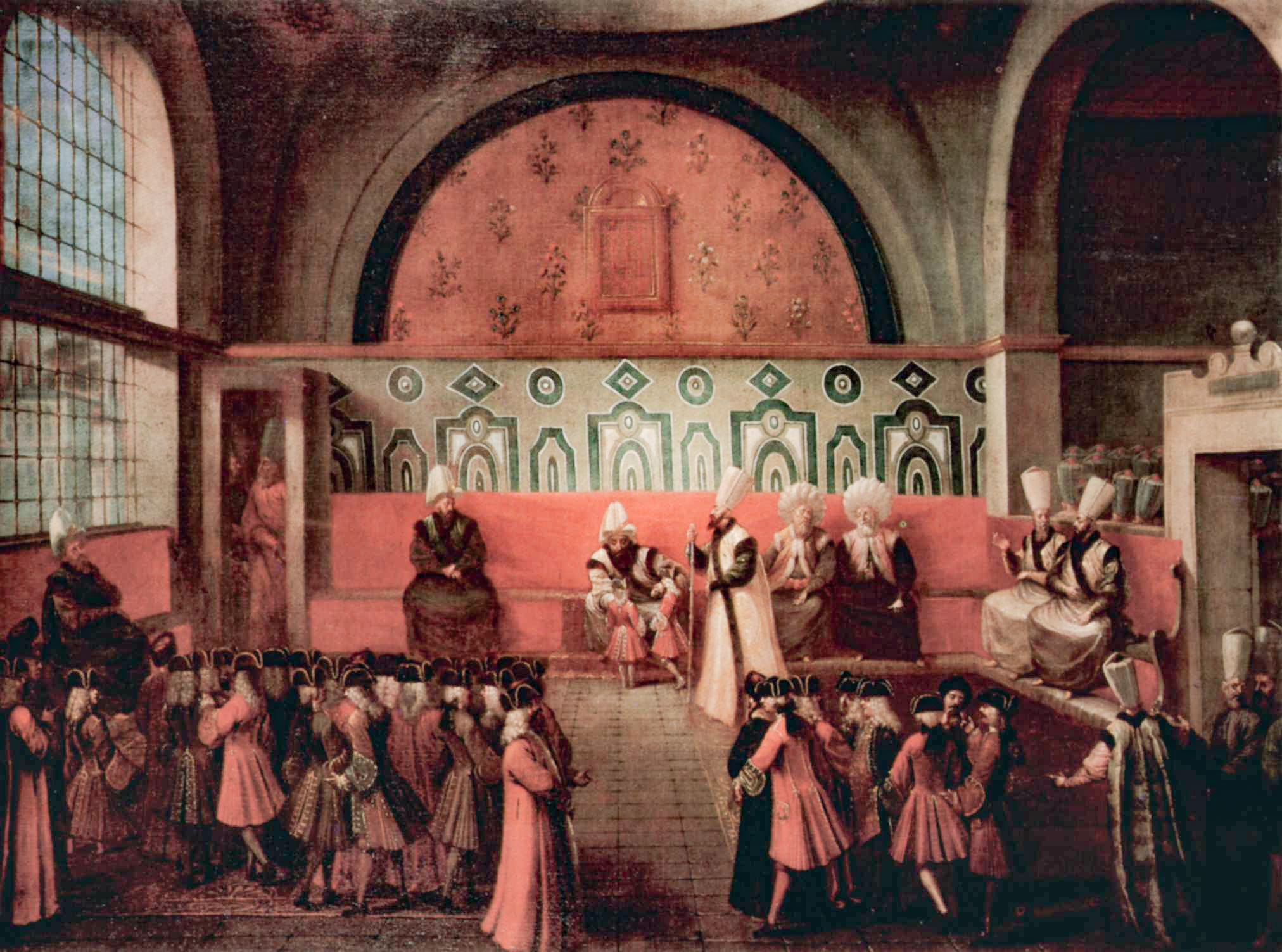
audiencja wicehrabiego d'Andrezel u sułtana Ahmeda III 17 października 1724 roku, mlował Jean-Baptiste van Mour

Jean-Baptiste Louis Picon, wicehrabia d'Andrezel (ur. ok. 1663, zm. 1727 w Konstantynopolu) – francuski dyplomata i wysoki urzędnik państwowy.

## Życiorys
Jean-Baptiste-Louis Picon, pan d’Andrezel, La Mothe, Saint Méry, Monginot, potem wicehrabia d’Andrezel, sekretarz królewski i doradca, rozpoczął swą służbę państwu jako zarządca u delfina Francji Ludwika. Następnie pracował w urzędzie Intendenta Alzacji (1701). Poznał w tym czasie dwóch zdolnych kompozytorów francuskich, którymi byli: Joseph Valette de Montigny i Joseph Bodin de Boismortier.
Gdy w roku 1723 Boismortier przybył do Paryża zadedykował wicehrabiemu d'Andrezel utwór fletowy, mający być pamiątką po latach spędzonych wspólnie w Perpignan.
Picon został potem przeniesiony do Roussillon na stanowisko intendenta. W październiku roku 1716 mianowano go doradcą królewskim (conceiller du Roi). Do tych zaszczytów dodano jeszcze w roku 1719 funkcję intendenta tzw. Armii Hiszpanii (intendant de l’armée d’Espagne) - tzn. armii mogącej operować przeciw Hiszpanii w razie potrzeby.
Dnia 6 marca 1724 odpłynął do Konstantynopola jako 26. ambasador Francji w stolicy tureckiej, funkcję tę pełnił do 1728 roku.
Jego żoną była Françoise-Thérèse de Bassompierre (1675-1749).